# フェルディナント・フォン・エスターライヒ＝エステ

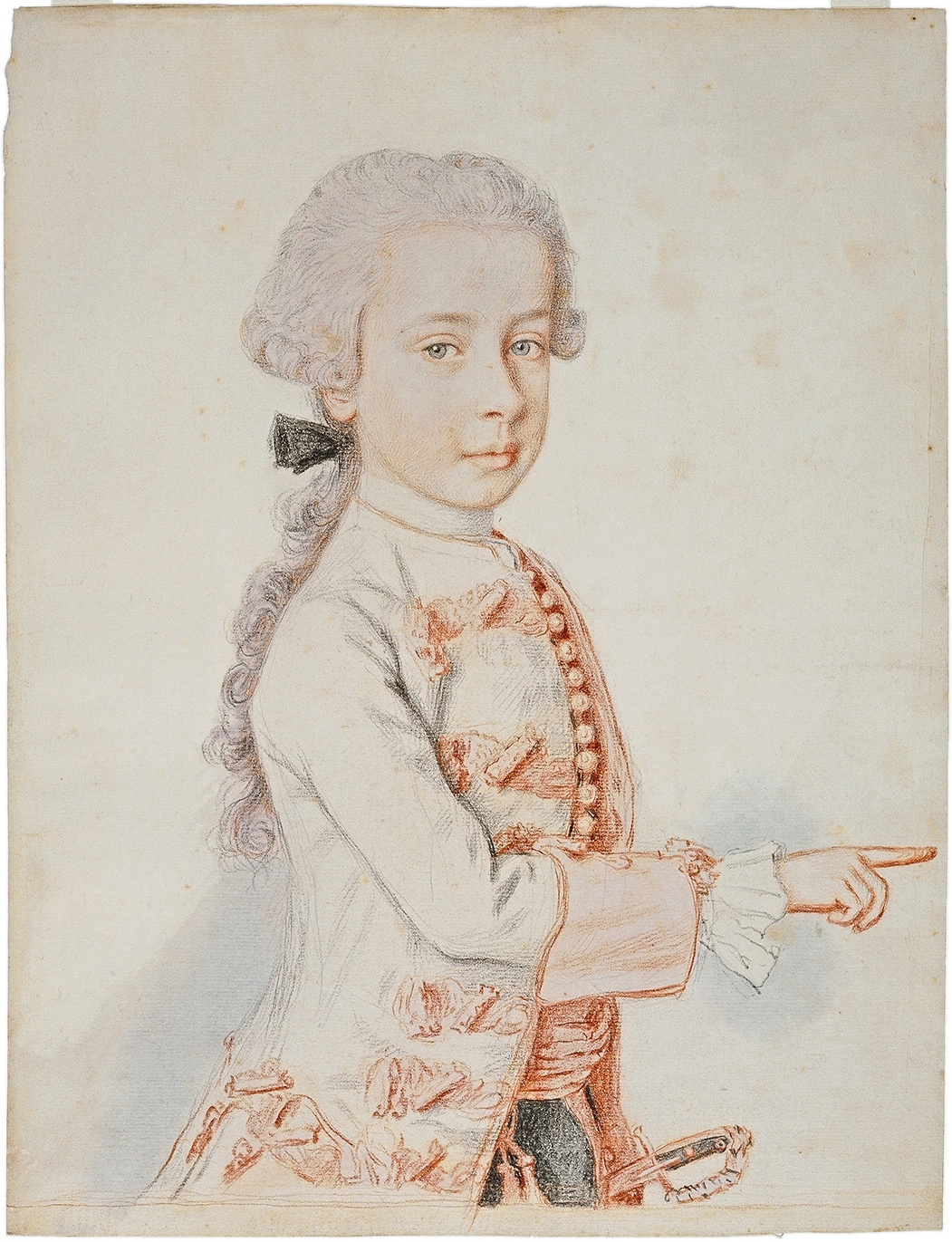
フェルディナントの肖像画。ジャン＝エティエンヌ・リオタール筆

フェルディナント・フォン・エスターライヒ（Ferdinand von Österreich, 1754年6月1日 - 1806年12月24日）は、神聖ローマ皇帝フランツ1世とオーストリア女大公マリア・テレジアの四男。オーストリア大公（後にオーストリア＝エステ大公）。全名はフェルディナント・カール・アントン・ヨーゼフ・ヨハン・シュタニスラウス（Ferdinand Karl Anton Joseph Johann Stanislaus）。モデナ公エルコレ3世の相続人に指名されたが、ナポレオン・ボナパルトのイタリア侵攻のため即位できなかった。フェルディナントの子孫の家系はオーストリア＝エステ家と呼ばれる。

## 生涯
フェルディナントは1754年6月1日、マリア・テレジアとフランツ1世の間に第14子としてウィーンのシェーンブルン宮殿で生まれた。1753年にマリア・テレジアはエルコレ3世との間で三男レオポルトをモデナ公の相続人とするという条約を結んでいたが、レオポルトはトスカーナ大公を継承したため、1763年にフェルディナントをモデナ公の相続人とするという条約を再度結んだ。そしてフェルディナントは1771年10月15日にミラノでエルコレ3世の娘マリーア・ベアトリーチェ・デステと結婚した（ただしこの結婚自体は公位継承に必須とされたわけではない）。
1780年、フェルディナントは兄ヨーゼフ2世によってロンバルディアの総督に任命され、彼は家族とともにミラノに住んでいた。1796年にナポレオン・ボナパルトがミラノに侵攻したため脱出を余儀なくされ、さらに義父が治めていたモデナ公国も崩壊してチザルピーナ共和国の一部となった。
1797年に調印されたカンポ・フォルミオ条約は、エルコレ3世に対してモデナ公国の代償として南西ドイツのブライスガウ公国を与えていた。1803年にエルコレ3世が歿すると、フェルディナントは名目的なモデナ公の地位に加えてこの公国も継承したが、1805年のプレスブルクの和約によってブライスガウはバーデン大公国へ渡った。
フェルディナントは1806年12月24日にウィーンで死去した。ウィーン会議の結果復活したモデナ公国は、息子フランツへ与えられた。

## 子女
妻のマリーア・ベアトリーチェ（ドイツ語名マリア・ベアトリクス）との間には、以下の5男5女をもうけた。
- ヨーゼフ・フランツ （1772年）
- マリア・テレジア・ヨハンナ・ヨゼフィーネ（1773年 - 1832年） - サルデーニャ王ヴィットーリオ・エマヌエーレ1世妃
- ヨゼフィーネ・フェルディナンダ・ヨハンナ・アンブロシアナ（1775年 - 1777年）
- マリア・レオポルディーネ・アンナ・ヨゼフィーネ・ヨハンナ（1776年 - 1848年） - バイエルン選帝侯カール・テオドール妃、アルコ伯ルートヴィヒ妃
- フランツ・ヨーゼフ・カール・アンブロシウス・シュタニスラウス（1779年 - 1846年） - モデナ公フランチェスコ4世
- フェルディナント・カール・ヨーゼフ（1781年 - 1850年）
- マクシミリアン・ヨーゼフ・ヨハン・アンブロシウス・カール（1782年 - 1863年） - ドイツ騎士団総長
- マリア・アントーニア（1784年 - 1786年）
- カール・アンブロシウス・ヨーゼフ・ヨハン・バプティスト（1785年 - 1809年） - グラン大司教
- マリア・ルドヴィカ・ベアトリクス・アントーニア・ヨーゼファ・ヨハンナ（1787年 - 1816年） - オーストリア皇帝フランツ1世妃

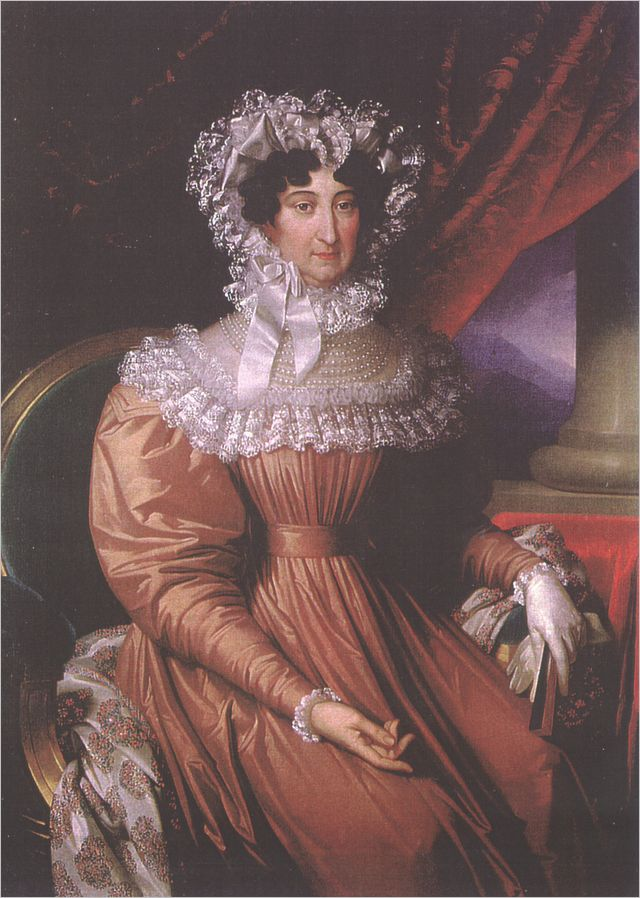
オーストリア大公妃マリーア・ベアトリーチェ・リッチャルダ・デステ